# Noumea (gasterópodo)
Noumea es un género de moluscos nudibranquios de la familia Chromodorididae. Actualmente el género es considerado una sinonimia de Verconia, a raíz de una revisión filogenética de los nudibranquios de esta familia, realizada por Jhonson & Gossliner (2012).

## Especies
El Registro Mundial de Especies Marinas ha reclasificado todas las especies del género Noumea del siguiente modo:
- Noumea alboannulata Rudman, 1986: aceptada como Verconia alboannulata (Rudman, 1986)
- Noumea angustolutea Rudman, 1990: aceptada como Ardeadoris angustolutea (Rudman, 1990)
- Noumea aureopunctata Rudman, 1987: aceptada como Verconia aureopunctata (Rudman, 1987)
- Noumea cameroni Burn, 1966: aceptada como Verconia haliclona (Burn, 1957)
- Noumea catalai Rudman, 1990: aceptada como Verconia catalai (Rudman, 1990)
- Noumea closei Rudman, 1986: aceptada como Verconia closeorum Rudman, 1986
- Noumea closeorum Rudman, 1986: aceptada como Verconia closeorum Rudman, 1986
- Noumea crocea Rudman, 1986: aceptada como Diversidoris crocea (Rudman, 1986)
- Noumea decussata Risbec, 1928: aceptada como Verconia decussata (Risbec, 1928)
- Noumea flava  (Eliot, 1904): aceptada como Diversidoris flava (Eliot, 1904)
- Noumea haliclona (Burn, 1957): aceptada como Verconia haliclona (Burn, 1957)
- Noumea hongkongensis: aceptada como Verconia hongkongiensis Rudman, 1990
- Noumea hongkongiensis Rudman, 1990: aceptada como Verconia hongkongiensis Rudman, 1990
- Noumea laboutei Rudman, 1986: aceptada como Verconia laboutei Rudman, 1986
- Noumea margaretae Burn, 1966: aceptada como Verconia haliclona (Burn, 1957)
- Noumea nivalis Baba, 1937: aceptada como Verconia nivalis (Baba, 1937)
- Noumea norba Marcus & Marcus, 1970: aceptada como Verconia norba (Marcus & Marcus, 1970)
- Noumea parva Baba, 1949: aceptada como Verconia parva (Baba, 1949)
- Noumea protea Gosliner, 1994: aceptada como Verconia protea (Gosliner, 1994)
- Noumea purpurea Baba, 1949: aceptada como Verconia purpurea (Baba, 1949)
- Noumea regalis Ortea, Caballer & Moro, 2001: aceptada como Felimida regalis (Ortea, Caballer & Moro, 2001)
- Noumea romeri Risbec, 1928: aceptada como Verconia romeri (Risbec, 1928)
- Noumea simplex Pease, 1871: aceptada como Verconia simplex (Pease, 1871)
- Noumea spencerensis Rudman, 1987: aceptada como Verconia spencerensis (Rudman, 1987)
- Noumea subnivalis Baba, 1987: aceptada como Verconia subnivalis (Baba, 1987)
- Noumea sudanica Rudman, 1985: aceptada como Verconia sudanica (Rudman, 1985)
- Noumea sulphurea Rudman, 1986: aceptada como Diversidoris sulphurea (Rudman, 1986)
- Noumea varians Pease, 1871: aceptada como Verconia varians (Pease, 1871)
- Noumea verconiforma Rudman, 1995: aceptada como Verconia verconiforma (Rudman, 1995)
- Noumea verconis (Basedow & Hedley, 1905): aceptada como Verconia verconis (Basedow & Hedley, 1905)
- Noumea violacea Risbec, 1930: aceptada como Hallaxa indecora (Bergh, 1905)